# Pikler Emmi
Pikler Emmi, leánykori neve Emilie Madeleine Reich (Bécs, 1902. január 9. – Budapest, 1984. június 6.) gyermekorvos, az egészséges csecsemő és kisgyermek fejlődésének és nevelésének szakembere. Felismerte, hogy a gyermek egészséges fejlődését kedvezően befolyásolja, ha a felnőtt beavatkozása nélkül, szabadon gyakorolhatja mozgás- és játéktevékenységét, illetve fejlődésében a saját ritmusát követheti. 1946-ban kezdte megszervezni a Lóczy Lajos utcai Csecsemőotthont, amely 1970-től a Csecsemőotthonok Országos Módszertani Intézeteként működött. Ma Pikler Intézetként ismert. Intézeti körülmények között is sikerült megalapoznia a bentlakó gyermekek egészséges személyiségfejlődését, elsősorban a szabad mozgásgyakorlás és a megfelelő gondozónő-gyermek kapcsolat által, így sikerült megvédenie az intézeti gyermekeket az egész életükre kiható lelki károsodástól, a hospitalizmustól.

## Életpályája

### Iskolái
Szülei magyarok, apja Heinrich Reich (1867–1944) asztalos, anyja Hermine Frankenstein, óvónő. 1908-ban Budapestre költöztek, itt kezdte el iskolai tanulmányait. 1914-ben édesanyja meghalt. Bécsben járt egyetemre, osztrák rokonai finanszírozták orvosi tanulmányait (Czimmek, 1999). 1930-ban gyermekorvosi végzettséget szerzett a világhírű Clemens von Pirquet (1874–1929) professzor klinikáján (Falk, 1986).

### Meghatározó személyek az életében
Mesterei között tartotta számon Clemens von Pirquet (1874–1929) osztrák gyermekgyógyász professzor mellett Salzer professzort is, aki a Mautner Markhof klinika gyermeksebésze volt. Pirquet professzor nagy hangsúlyt fektetett a hallgatók gyakorlati képzésére. A klinikán fontos szempont volt, hogy a gyermekek sokat tartózkodhassanak levegőn, és sokat játszhassanak, mozogjanak. Salzer professzor elve volt, hogy a csecsemőkhöz mindig finom, de határozott mozdulatokkal kell nyúlni. Ezzel, és nyugodt beszédével, együtt érző viselkedésével elérte, hogy a beteg gyerekek nyugodtak maradjanak a vizsgálatok közben. Salzer elképzelése szerint a kellemetlen beavatkozásoknál is el lehet kerülni a sírást finom, együtt érző, ám határozott mozdulatokkal (Püspöky, 1986; Czimmek, 1999). Ezek a tanárok nagy hatással voltak Pikler szemléletére, ám ő emellett még hangsúlyozta a betegségek megelőzését és az egészséges életmód jelentőségét is (Falk, 1986).
Bécsben megismerkedett Pikler Györggyel, akivel 1930-ban összeházasodtak, majd Triesztbe (Olaszország) költöztek. Pikler György középiskolai matematikatanár volt. Pedagógiájában nagy hangsúlyt fektetett arra, hogy a gyerekek a tanulmányaik során saját fejlődési ritmusukban haladjanak. Modern pedagógiai szemléletét sikerült elfogadtatnia feleségével is.(Czimmek, 1999).
Pikler későbbi munkásságára nagy hatással volt még Elfriede Hengstenberg (1892-1992) német pedagógus, akivel 1935-ben ismerkedett meg. Hengstenberg ekkor idősebb, mozgásukban sérült, fogyatékos gyermekekkel foglalkozott, és nagy tapasztalata volt a mozgásformák közötti apró különbségek felismerésében.

### Pályája kezdete
1931-ben megszületett első gyermekük, akinek megadták azt a lehetőséget, hogy mozgásában a saját fejlődési ütemében haladjon (Czimmek, 1999). Hagyták szabadon mozogni, játszani, nem kényszerítették különböző testhelyzetekbe, és nem serkentettek semmilyen mozgásformát nála (Falk, 1986). Ehhez szükség volt megfelelő méretű, veszélymentes térre, figyelem felkeltő játékokra, tárgyakra, illetve olyan ruházatra, amely lehetővé teszi a szabad mozgást (Czimmek, 1999). Természetesen szeretetteljes szülői gondoskodással vették körül gyermeküket. Később Pikler ezen alapelvek szerint végezte munkáját azokban a kisgyermekes családokban, ahol háziorvosként dolgozott.
1935-ben Magyarországon is elismerték a gyermekorvosi diplomáját, ettől kezdve 10 évig családi gyermekorvosként dolgozott Budapesten (Falk, 1986). 1936-ban kommunista férjét bebörtönözték, és egészen a második világháború végéig fogva tartották. Eközben Pikler Emminek cikkei jelentek meg kisgyermek neveléssel foglalkozó folyóiratokban, és 1940-ben kiadták a Mit tud már a baba? című első könyvét. Ebben a kisgyermekes családoknál szerzett gyermekorvosi tapasztalatait foglalta össze, különös tekintettel az egészséges csecsemő és kisgyerek fejlődésére, és a velük való bánásmódra.

### A pikleri szemlélet kialakulása
Pikler tevékenysége nem szűkült le a gyerekek gyógyítására, hanem az egész családot segítette abban, hogy minél békésebben éljék mindennapjaikat gyermekeikkel. Fontosnak tartotta, hogy a szülők tartsák tiszteletben gyermekeik fejlődési ritmusát, alakítsanak ki nyugodt és harmonikus életritmust, napirendet, amelybe jól illeszkedik a gyermek alvási-ébrenléti ciklusa, étkezési szokása. A pikleri szemlélet szerint a gyermek étvágya határozza meg, hogy miből, mennyit eszik a kisgyerek, és nem a szülők elképzelései, vagy elvárásai. A „szülő-gyermek együttlétre”, a szülő -gyerek kapcsolat elmélyítésére elsősorban a gondozási feladatok közben (pelenkázás, étkezés, öltözködés, fürdés) került sor (Falk, 1986; Püspöky, 1986).
Rendszeresen látogatta a hozzá tartozó kisgyermekes családokat, így természetes környezetükben figyelhette meg a csecsemőket. Látogatásai során megtanította a szülőknek, hogyan figyeljék meg és ismerjék fel gyermekeik képességeit és igényeit (Czimmek, 1999). 

### Első könyve
A „Pikler-gyerekek” rendkívül önállóak voltak, elfoglalták magukat a saját tevékenységeikkel, nem igényelték folyton a szüleik jelenlétét, így a szülőknek is jóval több energiájuk maradt a saját feladataikra (Falk, 1986). Pikler véleménye szerint nem jelent problémát, ha a csecsemő „nem tud időre” valamit. Ha helyesen, odafigyelve gondozzák, ha jó kapcsolatban van szüleivel, úgy külön tanítás nélkül is elérheti a gyermek a saját képességein belül a maximumot. Helytelennek tartotta a „sírásra nevelést”. Pikler szerint biztosítani kell a csecsemőnek a megfelelő és egyenletes hőmérsékletet, a megfelelő mennyiségű és minőségű táplálékot, a kellemes ruházatot, a tisztaságot és távol kell tartani az erős hanghatásoktól, azaz nagy nyugalmat kell körülötte biztosítani. Ha a fentiek ellenére sírni kezdene, és nem tudjuk kideríteni sírásának az okát, előfordulhat, hogy az a helyes, ha engedjük sírni. Lehetséges, hogy ő hamarabb megtalálja a "megoldást" a rossz közérzetére, mint ahogy azt a felnőtt kitalálja. Pikler hangsúlyozza, hogy ezek az elképzelések csak az első hónapokra, a csecsemő fél éves koráig érvényesek, később ugyanis számos olyan oka lehet a sírásnak (például félelem, szomorúság), amelynek megszüntetéséhez már a felnőttek megnyugtató támogatására van szükség. Könyvében bemutatja a mozgás fejlődésének egészséges menetét, leírja, hogy a gyermek egészséges értelmi-érzelmi fejlődéséhez elengedhetetlen a megfelelő anya-gyermek kapcsolat. Alapvető fontosságúnak tartja, hogy a gyermek mindig érezze a gondoskodást, érezze, hogy biztonságban van. A „Mit tud már a baba?” további alapvető kérdésekkel is foglalkozik, mint beszéd, ujjszopás, szobatisztaság, vagy a kisgyermekkorba való átmenet (Pikler, 1976).

### Pikler Intézet
Pikler Emmi 1946-ban kezdte meg tevékenységét a Lóczy Lajos utcai csecsemőotthonban. Itt lehetősége nyílt kipróbálni nevelési elveit intézeti körülmények között is. A családoknál szerzett tapasztalataira és megfigyeléseire támaszkodva sikerült megalapoznia az intézeti gyermekek egészséges személyiségfejlődését, elsősorban a megfelelő gondozó-gyermek kapcsolat, illetve a szabad tevékenységek lehetőségei által. Így az intézeti gyermekek elkerülték a hospitalizációt (intézeti károsodást) (Falk, 1986, Czimmek, 1999). 1950-ben Pikler Emminek megjelent a második könyve, A szocializmusban nincsen árva gyerek, amelyben megfogalmazta az intézet célját: „Az intézet megalapításakor azt a célt tűztük magunk elé, hogy a ránk bízott csecsemőkből testileg-lelkileg egyaránt ép gyerekeket nevelünk, akik az intézeti nevelés hátrányait nem mutatják.” (Pikler, 1950).
Pikler nagy hangsúlyt fektetett a tudományos kutatómunkára. A fejlődés lélektani megfigyeléseknek köszönhetően valamint a csecsemők mozgásának, játékának a megfigyelése közben számos, a mindennapi gyakorlatban is jól hasznosítható ismeret, eredmény született.
Az intézetet Magyarországon és külföldön is leginkább „Lóczy” néven ismerik, ám az évek során számos névváltoztatáson esett át. 1961-ben a Módszertani Csecsemőotthon nevet kapta, majd 1964-ben az Egészségügyi Minisztérium Csecsemő- és Kisgyermekgondozási és Nevelési Módszertani Intézete lett. 1970-ben Csecsemőotthonok Országos Módszertani Intézetére nevezték át, ami 1986-ban felvette Pikler Emmi nevét. (Csecsemőotthonok Pikler Emmi Országos Módszertani Intézete) A máig érvényben lévő "Pikler Intézet" nevet 1998 óta használják.

### Életének utolsó szakasza
A Lóczyt 1978-ig, 76 éves koráig vezette. Utódja Falk Judit gyermekorvos lett, aki korábban évekig a helyettese volt. 1978 után tudományos munkatársként dolgozott még az intézetben, de a gyermekek mindennapi életében már nem vett részt. 1983-ban tartotta meg utolsó nyilvános előadását Berlinben a magyar csecsemőotthonokról. 1984. június 6-án halt meg Budapesten (Czimmek, 1999).

## Legfontosabb könyvei
- Pikler, E. (1976). Mit tud már a baba? Budapest, Magyarország: Medicina Kiadó.
- Pikler, E. (1950). A szocializmusban nincs árva gyerek. Budapest, Magyarország: Egészségügyi Könyvkiadó.
- Pikler, E. & László, M. (1951). Hogyan fürösszük a csecsemőt? Budapest, Magyarország: Egészségügyi Könyvkiadó.
- Pikler, E. (1969). Adatok a csecsemő mozgásának fejlődéséhez. Budapest, Magyarország: Akadémiai Könyvkiadó.
- Pikler, E., Tardos, A., & Harmath, P. (1970). A születéstől óvodáskorig. A gyermek fogadása. Budapest, Magyarország: Kossuth Kiadó.
- Pikler, E., Hirschler, I., & László, M. (1985). Anyák könyve. Budapest, Magyarország: Medicina Könyvkiadó.

## További információ
- Pikler Emmi tér – Párizsban! (mtv.hu)